# Országos Tudományos Kutatási Alapprogramok
Az Országos Tudományos Kutatási Alapprogramok (OTKA) olyan független nemzeti intézmény volt, amely több mint negyedszázada magyarországi munkahelyeken végzett, nemzetközileg is kiemelkedő felfedező kutatásokat (más szóval: alapkutatásokat) támogatott pályázati rendszerben, hazai és külföldi bírálók bevonásával. Az OTKA tevékenységét döntő részben az állami költségvetés fedezte. Pályázataival a legkiválóbb kutatókhoz és magyar kutatási intézményekhez juttatott többletforrást. Az OTKA a nemzetközi szervezetekben aktív szerepvállalással képviselte, jelenítette meg a magyar tudományt. Nemzetközi pályázati rendszerekhez társult saját forrásaival, részt vett európai kutatási alapok együttműködésében indított kooperációs kutatás-finanszírozási programokban.

## Az OTKA feladata
Az 1986-ban létrehozott, 1991 óta független alapként, 1993-tól 2014 végéig törvény alapján működő OTKA az egyetlen kifejezetten alapkutatási forrás volt Magyarországon. A European Research Council-hoz (ERC) hasonlóan, illetve a Science Europe alapító tagjaként a színvonalas alapkutatást támogatta az azonnali hasznosíthatóság elvárása nélkül.
Hatása alapvető fontosságú volt, mivel alapkutatás nélkül nincsen alkalmazott kutatás, fejlesztés és innováció sem. Az alapkutatások által elért eredmények egy része rövid idő alatt hasznosítható a fejlesztésekben, a többsége azonban csak több év múlva épül be az innováció folyamatába, ezért ezek hasznosulása közvetlenül nem mérhető. A közvetett vagy közvetlen innovációba való beépülésen túlmenően az alapkutatásnak jelentős társadalmi hatása is van: hozzájárul a nemzeti tudásbázis bővítéséhez, elősegíti a nemzetközi alapkutatási programokban való részvételt (ahol a részvétel előfeltétele a kutatási téma hazai finanszírozottsága), megalapozza a színvonalas felsőoktatást, erősíti a kutatóegyetemeket és, nem utolsósorban, fékezi az „agyelszívást”.
Az OTKA jelentős számban támogatott pályakezdő kutatókat. Támogatási stratégiája a kutatói életpálya minden szakaszában lehetőséget biztosított az arra érdemes kutatások megvalósítására.

## Jogi háttér
2014 végéig az OTKA működését alapvetően az Országos Tudományos Kutatási Alapprogramokról szóló 1997. évi CXXXVI. törvény szabályozta.
2015. január 1-jével összeolvadt az Országos Tudományos Alapprogramok Iroda (OTKA Iroda) és a Nemzeti Innovációs Hivatal (NIH), és létrejött a Nemzeti Kutatási, Fejlesztési és Innovációs (NKFI) Hivatal, amely az NKFI Alapot is kezeli. Minderről a tudományos kutatásról, fejlesztésről és innovációról szóló 2014. évi LXXVI. törvény rendelkezik.